# Türkei-Rundfahrt 2016
Die Türkei-Rundfahrt 2016 war ein türkisches Straßenradrennen und führte über Istanbul, Kappadokien, Konya ans Mittelmeer bis in die Nähe des Ägäischen Meeres. Das Etappenrennen fand vom 24. April bis zum 1. Mai 2016 statt. Es gehörte zur UCI Europe Tour 2016 und war dort in der Kategorie 2.HC eingestuft.

## Teilnehmende Mannschaften
| WorldTeams (2)- Lampre-Merida - Lotto-Soudal Professional Continental Teams (8)- Caja Rural-Seguros RGA - CCC Sprandi Polkowice - Delko-Marseille Provence-KTM - Funvic Soul Cycles-Carrefour - Nippo-Vini Fantini - Team Roth - Southeast-Venezuela - Verva ActiveJet Continental Teams (6)- Alpha Baltic-Maratoni.lv - Astana City - Hrinkow Advarics Cycleang - Parkhotel Valkenburg Continental - Torku Şekerspor - Unieuro Wilier |
| |

## Etappen
| Etappe    | Datum    | Etappenorte               | type                 | Länge (km) | Etappensieger      | Gesamtführender    |
| --------- | -------- | ------------------------- | -------------------- | ---------- | ------------------ | ------------------ |
| 1. Etappe | 24. Apr. | Istanbul – Istanbul       | Hügelige Etappe      | 129,2      | Przemysław Niemiec | Przemysław Niemiec |
| 2. Etappe | 25. Apr. | Kappadokien – Kappadokien | Mittelschwere Etappe | 154,1      | Pello Bilbao       | Przemysław Niemiec |
| 3. Etappe | 26. Apr. | Aksaray – Konya           | Hügelige Etappe      | 158,9      | André Greipel      | Pello Bilbao       |
| 4. Etappe | 27. Apr. | Seydişehir – Alanya       | Hügelige Etappe      | 187        | Sacha Modolo       | Pello Bilbao       |
| 5. Etappe | 28. Apr. | Alanya – Kemer            | Flachetappe          | 189,3      | Jakub Mareczko     | Pello Bilbao       |
| 6. Etappe | 29. Apr. | Kumluca – Elmalı          | Hochgebirgsetappe    | 116,9      | Jaime Rosón        | José Gonçalves     |
| 7. Etappe | 30. Apr. | Fethiye – Marmaris        | Hügelige Etappe      | 128,6      | Sacha Modolo       | José Gonçalves     |
| 8. Etappe | 1. Mai   | Marmaris – Selçuk         | Hügelige Etappe      | 201,7      | Jakub Mareczko     | José Gonçalves     |

## Gesamtwertung
| \| Gesamtwertung \| Gesamtwertung \| Gesamtwertung \| Gesamtwertung \| Gesamtwertung \| \| Fahrer \| Fahrer \| Land \| Team \| Zeit \| \| ------------- \| -------------- \| ------------- \| ---------------------- \| ---------------- \| \| 1. \| José Gonçalves \| Portugal \| Caja Rural-Seguros RGA \| 32 h 31 min 35 s \| \| 2. \| David Arroyo \| Spanien \| Caja Rural-Seguros RGA \| + 18 s \| \| 3. \| Nikita Stalnow \| Kasachstan \| Astana City \| + 56 s \| \| 4. \| Lluís Mas \| Spanien \| Caja Rural-Seguros RGA \| + 2 min 13 s \| \| 5. \| Adam Hansen \| Australien \| Lotto-Soudal \| + 4 min 46 s \| \| 6. \| Greg Henderson \| Neuseeland \| Lotto-Soudal \| + 6 min 46 s \| \| 7. \| Stig Broeckx \| Belgien \| Lotto-Soudal \| + 9 min 22 s \| \| 8. \| Gert Dockx \| Belgien \| Lotto-Soudal \| + 12 min 46 s \| \| 9. \| Jaime Rosón \| Spanien \| Caja Rural-Seguros RGA \| + 12 min 58 s \| \| 10. \| Mauro Finetto \| Italien \| Unieuro Wilier \| + 13 min 08 s \| |                |            |                        |                  |
| |                |            |                        |                  |
| Quellen: ProCyclingStats Cycling Quotient Cycling Archives |                |            |                        |                  |
| Gesamtwertung |                |            |                        |                  |
| Fahrer | Fahrer         | Land       | Team                   | Zeit             |
| 1. | José Gonçalves | Portugal   | Caja Rural-Seguros RGA | 32 h 31 min 35 s |
| 2. | David Arroyo   | Spanien    | Caja Rural-Seguros RGA | + 18 s           |
| 3. | Nikita Stalnow | Kasachstan | Astana City            | + 56 s           |
| 4. | Lluís Mas      | Spanien    | Caja Rural-Seguros RGA | + 2 min 13 s     |
| 5. | Adam Hansen    | Australien | Lotto-Soudal           | + 4 min 46 s     |
| 6. | Greg Henderson | Neuseeland | Lotto-Soudal           | + 6 min 46 s     |
| 7. | Stig Broeckx   | Belgien    | Lotto-Soudal           | + 9 min 22 s     |
| 8. | Gert Dockx     | Belgien    | Lotto-Soudal           | + 12 min 46 s    |
| 9. | Jaime Rosón    | Spanien    | Caja Rural-Seguros RGA | + 12 min 58 s    |
| 10. | Mauro Finetto  | Italien    | Unieuro Wilier         | + 13 min 08 s    |

## Wertungstrikots
| Etappe         | Etappensieger      | Gesamtwertung turkuaz mayo | Bergwertung kırmızı mayo | Turkish Beauties Sprints beyaz mayo | Punktewertung yeşil mayo | Teamwertung            |
| -------------- | ------------------ | -------------------------- | ------------------------ | ----------------------------------- | ------------------------ | ---------------------- |
| 1              | Przemysław Niemiec | Przemysław Niemiec         | Rémy Di Gregorio         | Lluís Mas                           | Przemysław Niemiec       | Lampre-Merida          |
| 2              | Pello Bilbao       | Przemysław Niemiec         | Rémy Di Gregorio         | Lluís Mas                           | José Gonçalves           | Caja Rural-Seguros RGA |
| 3              | André Greipel      | Pello Bilbao               | Rémy Di Gregorio         | Lluís Mas                           | José Gonçalves           | Caja Rural-Seguros RGA |
| 4              | Sacha Modolo       | Pello Bilbao               | Rémy Di Gregorio         | Lluís Mas                           | José Gonçalves           | Caja Rural-Seguros RGA |
| 5              | Jakub Mareczko     | Pello Bilbao               | Rémy Di Gregorio         | Lluís Mas                           | Alberto Cecchin          | Caja Rural-Seguros RGA |
| 6              | Jaime Rosón        | José Gonçalves             | Przemysław Niemiec       | Lluís Mas                           | Alberto Cecchin          | Caja Rural-Seguros RGA |
| 7              | Sacha Modolo       | José Gonçalves             | Przemysław Niemiec       | Lluís Mas                           | Manuel Belletti          | Caja Rural-Seguros RGA |
| 8              | Jakub Mareczko     | José Gonçalves             | Przemysław Niemiec       | Lluís Mas                           | Manuel Belletti          | Caja Rural-Seguros RGA |
| Wertungssieger | Wertungssieger     | José Gonçalves             | Przemysław Niemiec       | Lluís Mas                           | Manuel Belletti          | Caja Rural-Seguros RGA |